# K-552 Knyaz Oleg
El K-552 Knyaz Oleg (en ruso: АПЛ Князь Олег) es un submarino de misiles balísticos de propulsión nuclear de clase Borei (Proyecto 955A) desarrollado por Rubin Design Bureau y construido por Sevmash para la Armada rusa. El submarino lleva el nombre de Oleg de Nóvgorod.

## Construcción
El submarino se colocó el 27 de julio de 2014. En febrero de 2018 se informó que la construcción del submarino se había retrasado porque el constructor, Sevmash, no había recibido un generador diésel para el submarino. Según Sevmash, el problema estaba en su proveedor Kolomensky Zavod, que no había podido entregar la pieza.
Fue botado desde su astillero el 16 de julio de 2020. Se informó sobre las pruebas en el mar en abril de 2021. Si bien inicialmente se anticipó que el submarino serviría en la Flota del Pacífico después de la puesta en servicio, en mayo de 2021 fue informó que se estaba considerando la posibilidad de transferir algunos de los barcos de la clase Borei originalmente destinados a la Flota del Pacífico a la Flota del Norte. Por lo tanto, a partir de 2021, no estaba claro si el Knyaz Oleg finalmente se desplegaría con la Flota del Pacífico o la Flota del Norte.
El 21 de octubre de 2021, el Knyaz Oleg lanzó un misil desde una posición sumergida en el Mar Blanco. Los misiles alcanzaron con éxito objetivos en el campo de pruebas de misiles Kura en Kamchatka.

## Historial operativo
El 21 de diciembre de 2021, el Knyaz Oleg fue dado de alta para la flota rusa junto con el Novosibirsk de la clase Yasen en la Flota del Pacífico. El presidente ruso, Vladímir Putin, asistió a la ceremonia a través de una videollamada. Se informó que el submarino llegó a su base permanente en el Pacífico en septiembre de 2022.